# Кёгоку, Ая
Ая Кёгоку (яп. 京極 あや Кё:гоку Ая, род. ориентировочно 1981/1982, Осака, Япония) — японский продюсер и геймдизайнер. В настоящее время она является руководителем производственной группы № 5 компании Nintendo EPD, которая курирует серии видеоигр Animal Crossing, Splatoon и Wii Sports. Кёгоку наиболее известна своей работой над играми серии Animal Crossing, где она попеременно работает продюсером, руководителем и супервайзером начиная с 2008 года.

## Биография
Карьера Кёгоку началась в 2000 году в компании Atlus. В сентябре 2003 года она стала сотрудником Nintendo, где работала сценаристом The Legend of Zelda: Four Swords Adventures и The Legend of Zelda: Twilight Princess, а затем ассистентом руководителя разработки Animal Crossing: City Folk, вышедшей в 2008 году.
Ая Кёгоку и Исао Моро работали в качестве руководителей игры Animal Crossing: New Leaf, сиквела City Folk, вышедшего в 2012 году; Кёгоку таким образом стала первой женщиной, работавшей руководителем проекта в Nintendo EAD. После противоречивых оценок критиков и неудовлетворительных продаж City Folk Кёгоку попыталась «вернуть серию к корням» в New Leaf. Если в предыдущих проектах Кёгоку зачастую была единственной женщиной в команде, то в New Leaf она вместе с продюсером Кацуей Эгути наняла команду, наполовину состоящую из женщин. Она также собирала идеи для игры от всех участников команды, независимо от их роли. New Leaf продалась тиражом более 12 миллионов копий и была включена в список лучших игр 2010-х годов по версии IGN и Polygon. Кёгоку считает разнообразие в команде ключевым фактором успеха New Leaf, поскольку оно помогает создать продукт, который понравится многим типам людей.
В 2015 году Кёгоку выступила продюсером спиноффа серии Animal Crossing под названием Animal Crossing: Happy Home Designer, а также выступила в качестве руководителя игры Animal Crossing: New Horizons, вышедшей в 2020 году. В 2019 году она была назначена менеджером производственной группы № 5 в Nintendo EPD, сменив на должности Хисаси Ногами.

## Игры, в разработке которых принимала участие

### Atlus
- deSPIRIA (2000, Dreamcast) — помощник планировщика[10]
- Wizardry: Tale of the Forsaken Land (2001, PlayStation 2) — ассистент руководителя[11]

### Nintendo
- The Legend of Zelda: Four Swords Adventures (2004, Gamecube) — сценарист[12]
- The Legend of Zelda: Twilight Princess (2006, Wii) — сценарист[12]
- Animal Crossing: City Folk (2008, Wii) — ассистент руководителя[13]
- Animal Crossing: New Leaf (2012, Nintendo 3DS) — руководитель (с Исао Моро)[14]
- Animal Crossing Plaza (2013, Wii U) — продюсер[15]
- Animal Crossing: Happy Home Designer (2015, Nintendo 3DS) — продюсер[16]
- Animal Crossing: Amiibo Festival (2015, Wii U) — продюсер[17]
- Animal Crossing: New Leaf — Welcome Amiibo (2016, Nintendo 3DS) — продюсер[14]
- Animal Crossing: Pocket Camp (2017, iOS / Android) — супервайзер[18]
- Super Smash Bros. Ultimate (2018, Nintendo Switch) — супервайзер[19]
- Animal Crossing: New Horizons (2020, Nintendo Switch) — руководитель[2]